# Планинско убежище от зноя
„Планинско убежище от зноя“ (на китайски: 避暑山庄; на пинин: Bìshǔ Shānzhuāng, Планинска вила за избягване на горещината; на манджурски: ) е официалното наименование на лятната резиденция на китайските императори от манджурската династия Цин, намираща се в днешен Китай.
Разположена е северно от Пекин, в градския окръг на гр. Чъндъ, провинция Хъбей. Строителството продължава 89 години – от 1703 до 1792 г.
Влиза в списъка на обектите от списъка на световното наследство на ЮНЕСКО с наименованията „Планинска резиденция и съседни храмове в Ченде“ (фр.: Résidence de montagne et temples avoisinants à Chengde), „Планински курорт и негови отдалечени храмове, Ченде“ (англ.: Mountain Resort and its Outlying Temples, Chengde), „Планинска императорска резиденция и обкръжаващи я храмове в Ченде“ (руски: Горная императорская резиденция и окружающие её храмы в Чэндэ).
Резиденцията представлява обширен район с територия от 5,6 кв. км, разделена на двор за официални приеми и частни покои на императорското семейство, в който са разположени дворци и церемониални съоръжения, повечето от които възпроизвеждат стилове и ландшафти, характерни за разни краища в Цинската империя. Такъв стремеж към стилизация има и в прилежащите към императорската градина храмови комплекси, например Путоцзунчен (Путо) – повторение на тибетския дворец Потала.